# Melitaea impunctata
Melitaea impunctata är en fjärilsart som beskrevs av Ludwig Osthelder 1925. Melitaea impunctata ingår i släktet Melitaea och familjen praktfjärilar. Inga underarter finns listade i Catalogue of Life.